# Softbol nos Jogos Pan-Americanos de 2019 - Masculino
O torneio masculino de softbol nos Jogos Pan-Americanos de 2019 foi realizado entre 25 de julho e 1 de agosto no Campo de Softbol em Villa María del Triunfo. Seis equipes participaram do evento.

## Medalhistas
|  | ARG Argentina |  | USA Estados Unidos |  | MEX México |
|  | Huemul Mata Juan Zara Teo Migliavacca Federico Eder Santiago Carril Mariano Montero Gonzalo Ojeda Juan Malarczuk Manuel Godoy Bruno Motroni Juan Potolicchio Gian Scialacomo Román Godoy Alan Peker Gustavo Godoy |  | Jeffrey Nowaczyk Matt Palazzo Nicholas Mullins Erick Ochoa Antonio Mancha Joel Cooley Kevin Castillo Matthew Ratliff Mervin Weiler Cameron Schiller Marcus Tan Jenner Christiansen Jonathan Lynch Yusef Davis Jr. Gilbert Saenz |  | Marco González Jonathan Salazar Jonathan Muñoz Edgar López Rubén Delgadillo Daniel Durazo Carlos Ordaz Lenny Villalvazo José Hernández Adán Dueñas Ismael Peña Jesús Cardona Julio Rodríguez Ernesto Sánchez Alan Osuna |

## Qualificação

### Masculino
Um total de cinco nações qualificaram-se aos jogos. O país-sede, Peru, estava automaticamente qualificado.
| Evento                           | Datas             | Local         | Vagas | Qualificados                                           |
| -------------------------------- | ----------------- | ------------- | ----- | ------------------------------------------------------ |
| País-sede                        | —                 | —             | 1     | Peru                                                   |
| Campeonato Pan-Americano de 2017 | 15–24 de setembro | Santo Domingo | 5     | Venezuela · Argentina · Estados Unidos · México · Cuba |
| Total                            |                   |               | 6     |                                                        |

- O Canadá, que havia ganhado todas as medalhas de ouro neste evento anteriormente nos Jogos Pan-Americanos, não conseguiu qualificação para o torneio.[3]

## Formato
As seis equipes integraram um grupo único onde todas se enfrentaram, totalizando cinco jogos. As quatro primeiras colocadas se classificaram as semifinais, onde o perdedor da primeira partida da semifinal (entre o 1º e 2º da primeira fase) jogou contra o vencedor da segunda partida da semifinal (entre o 3º e 4º) para a disputa da medalha de bronze. O perdedor do jogo ganhou a medalha de bronze, enquanto o vencedor disputou a medalha de ouro contra o vencedor da primeira semifinal.

## Resultados

### Primeira fase
|  | Equipes classificadas à fase final |

Todas as partidas seguem o fuso horário local (UTC-5).
| Seleção            | J | V | D | C+ | C- | DC  |
| ------------------ | - | - | - | -- | -- | --- |
| ARG Argentina      | 5 | 5 | 0 | 29 | 4  | +25 |
| USA Estados Unidos | 5 | 4 | 1 | 38 | 10 | +28 |
| CUB Cuba           | 5 | 3 | 2 | 33 | 22 | +11 |
| MEX México         | 5 | 2 | 3 | 31 | 23 | +8  |
| VEN Venezuela      | 5 | 1 | 4 | 7  | 17 | –10 |
| PER Peru           | 5 | 0 | 5 | 0  | 62 | –62 |

| 25 de julho 10:00 | México | 3 – 4 Ficha | Argentina | Campo de Softbol, Lima Público: 500 |

| 25 de julho 13:00 | Venezuela | 3 – 8 Ficha | Estados Unidos | Campo de Softbol, Lima Público: 0 |

| 25 de julho 16:00 | Peru | 0 – 15 Ficha | Cuba | Campo de Softbol, Lima Público: 475 |

| 27 de julho 10:00 | Argentina | 1 – 0 Ficha | Venezuela | Campo de Softbol, Lima Público: 612 |

| 27 de julho 13:00 | Estados Unidos | 4 – 2 Ficha | Cuba | Campo de Softbol, Lima Público: 723 |

| 27 de julho 16:00 | México | 11 – 0 Ficha | Peru | Campo de Softbol, Lima Público: 0 |

| 28 de julho 10:00 | Argentina | 3 – 0 Ficha | Estados Unidos | Campo de Softbol, Lima Público: 715 |

| 28 de julho 13:00 | Cuba | 12 – 10 Ficha | México | Campo de Softbol, Lima Público: 667 |

| 28 de julho 16:00 | Peru | 0 – 3 Ficha | Venezuela | Campo de Softbol, Lima Público: 914 |

| 29 de julho 10:00 | Cuba | 1 – 8 Ficha | Argentina | Campo de Softbol, Lima Público: 479 |

| 29 de julho 13:00 | Venezuela | 1 – 5 Ficha | México | Campo de Softbol, Lima Público: 0 |

| 29 de julho 16:00 | Peru | 0 – 20 Ficha | Estados Unidos | Campo de Softbol, Lima Público: 527 |

| 30 de julho 10:00 | Venezuela | 0 – 3 Ficha | Cuba | Campo de Softbol, Lima Público: 274 |

| 30 de julho 14:00 | Estados Unidos | 6 – 2 Ficha | México | Campo de Softbol, Lima Público: 0 |

| 30 de julho 18:00 | Argentina | 13 – 0 Ficha | Peru | Campo de Softbol, Lima Público: 467 |

### Fase final
|  | Semifinais | Semifinais     | Semifinais |   |   | Disputa pelo bronze | Disputa pelo bronze | Disputa pelo bronze |   |                | Final | Final     | Final |
|  |            |                |            |   |   |                     |                     |                     |   |                |       |           |       |
|  | 1          | Argentina      | 7          |   |   |                     |                     |                     |   |                |       |           |       |
|  | 2          | Estados Unidos | 0          |   |   |                     |                     |                     |   |                | 1     | Argentina | 5     |
|  |            |                |            |   | 2 | Estados Unidos      | 7                   |                     | 3 | Estados Unidos | 0     |           |       |
|  |            | 4              | México     | 4 |   |                     |                     |                     |   |                |       |           |       |
|  | 3          | Cuba           | 4          |   |   |                     |                     |                     |   |                |       |           |       |
|  | 4          | México         | 7          |   |   |                     |                     |                     |   |                |       |           |       |

### Semifinais
| 31 de julho 10:00 | Cuba | 4 – 7 Ficha | México | Campo de Softbol, Lima Público: 85 |

| 31 de julho 14:00 | Argentina | 7 – 0 Ficha | Estados Unidos | Campo de Softbol, Lima Público: 312 |

### Final
| 1 de agosto 10:00 | Estados Unidos | 7 – 4 Ficha | México | Campo de Softbol, Lima Público: 0 |

### Grande final
| 1 de agosto 14:00 | Argentina | 5 – 0 Ficha | Estados Unidos | Campo de Softbol, Lima Público: 0 |

## Classificação final
| Pos.              | Equipe             | Campanha | Campanha | Campanha |
| Pos.              | Equipe             | V        | D        |          |
| ----------------- | ------------------ | -------- | -------- | -------- |
| Medalha de ouro   | ARG Argentina      | 7        | 0        |          |
| Medalha de prata  | USA Estados Unidos | 5        | 3        |          |
| Medalha de bronze | MEX México         | 3        | 4        |          |
| 4                 | CUB Cuba           | 3        | 3        |          |
| 5                 | VEN Venezuela      | 1        | 4        |          |
| 6                 | PER Peru           | 0        | 5        |          |